# Melrose Place (serie de televisión de 2009)
Melrose Place 2.0 (2009) es una serie estrenada el 8 de septiembre de 2009 en la cadena norteamericana CW. Se trata de una versión actualizada de una de las series de televisión más exitosas de la década de los 90's en Estados Unidos, del cual conserva el mismo título, que es el nombre de una de las famosas avenidas de Los Ángeles. Además, tiene la participación de cuatro de los actores que estaban en la serie original.
En la primera mitad de la primera temporada aparece un misterioso asesinato involucrando a Sydney Andrews (Laura Leighton) y el Dr. Michael Mancini (Thomas Calabro) de la serie original, así como a otros jóvenes residentes de los apartamentos. Tras ser resuelto el misterio, la serie tuvo un parón de más de 3 meses, tras el episodio emitido el 8 de diciembre de 2009.
Tras su vuelta el 9 de marzo de 2010, Ashlee Simpson-Wentz (Violet Foster) y Colin Egglesfield (August "Auggie" Kirkpatrick), dos de los personajes principales, se despedían de la serie, dado que los creadores querían introducir nuevos personajes y situar la serie en un ambiente más ligero, más divertido. A pesar de todo, las audiencias no remontaron la baja cuota de pantalla (rating) de la primera mitad de la temporada y la serie finalizó el 13 de abril de 2010.
Los derechos de emisión en España los tiene la cadena de pago FOX y cuya fecha de estreno es el 14 de noviembre de 2010 a las 22.20 horas.

## Argumento
Tiene como tema central las relaciones entre los inquilinos del glamoroso edificio de apartamentos situado en West Hollywood. Al igual que su predecesora, tiene como eje central el drama y el suspense que sufren los protagonistas al producirse una serie de conflictos emocionales, morales y económicos. Al contrario que la serie original, no empieza siendo una serie de encuentros amorosos sino que el drama empieza desde el primer momento, al igual que en series como Mujeres desesperadas, A dos metros bajo tierra y principalmente, Twin Peaks. Todas estas series tienen en común que, en el episodio piloto, tiene lugar la muerte de un personaje importante en el lugar donde la serie va a desarrollar sus tramas. Aquí, pues, tiene lugar la muerte de un personaje clave que, además, provenía de la serie original.

## Reparto
| Personajes principales  | Personajes principales      | Personajes principales | Personajes principales                                                  |
| Actor                   | Personaje                   | Año                    | Notas                                                                   |
| ----------------------- | --------------------------- | ---------------------- | ----------------------------------------------------------------------- |
| Katie Cassidy           | Ella Simms                  | 2009-2010              |                                                                         |
| Nick Zano               | Drew Pagin                  | 2010                   | Episodios 14-18                                                         |
| Stephanie Jacobsen      | Lauren Yung                 | 2009-2010              |                                                                         |
| Jessica Lucas           | Riley Richmond              | 2009-2010              |                                                                         |
| Michael Rady            | Jonah Miller                | 2009-2010              |                                                                         |
| Shaun Sipos             | David Breck                 | 2009-2010              | (Hijo del Dr. Michael Mancini, personaje de la serie original)          |
| Ashlee Simpson-Wentz    | Violet Foster               | 2009-2010              | Episodios 1-13 (Hija de Sydney Andrews, personaje de la serie original) |
| Colin Egglesfield       | August "Auggie" Kirkpatrick | 2009-2010              | Episodios 1-13                                                          |
| Personajes secundarios  |                             |                        |                                                                         |
| Actor                   | Personaje                   | Años                   | Notas                                                                   |
| Josie Bissett           | Jane Andrews                | 2009-2010              | Episodios 4 y 16. Participó en la serie original                        |
| Mary-Elizabeth Winstead | Vera Deemps                 | 2009-2010              | Episodios 3-4-5-7-17                                                    |
| Thomas Calabro          | Dr. Michael Mancini         | 2009-2010              | Participó en la serie original                                          |
| Laura Leighton          | Sydney Andrews              | 2009-2010              | Episodios 1-12. Participó en la serie original                          |
| Heather Locklear        | Amanda Woodward             | 2009-2010              | Episodios 10-18. Participó en la serie original                         |
| Daphne Zuniga           | Jo Reynolds                 | 2009-2010              | Episodios 7 y 16. Participó en la serie original                        |
| Brooke Burns            | Vanessa Mancini             | 2009-2010              | Episodios 1-12                                                          |
| Billy Campbell          | Ben Brinkley                | 2010                   |                                                                         |
| Kelly Carlson           | Wendi Mattison              | 2009-2010              |                                                                         |
| Ethan Erickson          | Chef Marcello               | 2009-2010              |                                                                         |
| Nicholas González       | Detective James Rodríguez   | 2009-2010              |                                                                         |
| Jason Olive             | Detective Drake             | 2009-2010              |                                                                         |
| Victor Webster          | Caleb Brewer                | 2009                   |                                                                         |

## Episodios
Los títulos de esta serie tienen la particularidad de recibir el nombre de alguna famosa avenida de Los Ángeles.